# Ärtemark
Ärtemark är kyrkbyn i Ärtemarks socken i Bengtsfors kommun i Dalsland. Öster om orten ligger sjön Ärtingen. Ärtemarks kyrka ligger här.
I sportsammanhang är orten känd för bordtennisföreningen Ärtemarks IF.